# José María Sánchez-Verdú
José María Sánchez-Verdú   (Algesires, 7 de març de 1968) és un compositor i director d'orquestra andalús. Va començar els seus estudis musicals al conservatori Victoria Eugenia de Granada[cal citació]. El 1986 es va traslladar a Madrid on va començar la llicenciatura de Dret al mateix temps que continuava els seus estudis musicals de composició, direcció d'orquestra i musicologia al Conservatorio Superior de Madrid[cal citació]. Es va formar com a compositor a Itàlia i a Alemanya amb professors com F. Donatoni o Hans Zender[cal citació]. A partir d'aleshores, la seva projecció artística es va anar fent més palesa i va viatjar als Estats Units, Eslovènia, Croàcia, França, Itàlia i Alemanya, llocs on va començar a esdevenir un dels referents de la música contemporània del segle XXI. Actualment resideix a Berlín i imparteix classes de composició a la Robert-Schumann-Hochschule de Düsseldorf.

## Arquitecturas del silencio[calcitació]
Arquitecturas del silencio és una obra per acordió composta per José María Sánchez-Verdú a finals de la primavera de 2004 i estrenada el novembre d'aquest mateix any a l'Església de Santa Anastasia durant el Festival de música contemporània de Càller (Sardenya)[cal citació].
Va ser composta a l'inici de la que es considera l'etapa madura de l'autor, caracteritzada per la recerca tímbrica i sonora, la investigació dels contorns del silenci i la fascinació per les formes geomètriques estilitzades, repetitives i laberíntiques.
Fins ara, Arquitecturas del silencio és l'única obra per acordió sol dins el repertori de Sánchez-Verdú. El compositor arriba a aquesta obra després d'haver treballat amb acordió en les obres de música de cambra Microludios (1995-1996, per acordió, viola i guitarra), Dhatar (1997, per acordió i guitarra) i Dhamar (1999-2000, per saxo alt i acordió); Nosferatu (2002-2003, per orquestra simfònica, cor femení i acordió solista) i Cuerpos deshabitados (2003, òpera de cambra per soprano, cor a sis veus i cinc instrumentistes). D'aquesta manera, a l'obra Arquitecturas del silencio es percep una profunditat en el tractament de l'acordió caracteritzada per la recerca de sonoritats en procés constant de transició entre el so ple, soroll d'emissió (percussió del teclat, soroll de la manxa...) i el silenci.
Aquest joc entre so i silenci aconsegueix donar una dimensió estructural molt definida a l'obra que permetrà que encaixi perfectament dins del cicle d'obres del mateix compositor sota el nom d'Arquitecturas.
En conclusió, podem definir l'obra Arquitecturas del silencio com el clar resultat d'un estudi incessant de la matèria sonora amb aquest instrument.